# Where do we begin
Where do we begin is het laatste studioalbum van Made in Sweden.
Made in Sweden had hun grootste successen rond 1970, maar gitarist Wadenius kon zich aansluiten bij Blood, Sweat & Tears en de band viel uiteen. Na het avontuur in de Verenigde Staten keerde Wadenius terug en startte met vier andere musici een nieuwe versie van Made in Sweden. Pohjola kwam uit de band Wigwam, Aaltonen uit Tasavallan Presidenti. Daar waar eerdere albums van Made in Sweden in Scandinavië nog succes hadden, werd dit album vooral middelmatig genoemd, te veel richting gladde fusion, aldus Achim Breiling op Babyblaue Seiten. 
Wadenius bleef voornamelijk bekend uit Blood, Sweat & Tears, Körberg werd een bekend Zweedse zanger en Pohjola een bekende Finse jazzbassist, die voor dit album al drie albums had opgenomen voor Love Records. Het album werd opgenomen in de Europa Film Studios in Bromma en de periode 29 maart tot 11 april 1976.
Het album werd voor zover bekend alleen in Scandinavië uitgebracht door Love Records dat bestond tussen 1966 en 1979; de heruitgave uit 1996 op compact disc werd gedistribueerd door Siboney Oy en Polydor. In 2021 vond ook een heruitgave plaats voor de Japanse markt.
Pop-poem werd als single uitgebracht met op B-kant Manhattan vibes.    

## Musici
- Tommy Körberg – zang, percussie
- Georg Wadenius – elektrische en akoestische gitaar, percussie, achtergrondzang
- Pekka Pohjola – basgitaar, piano
- Wlodek Gulgowski – zang, percussie
- Vesa Aaltonen – drumstel, percussie

## Muziek
| Nr. | Titel                                                     | Duur  |
| --- | --------------------------------------------------------- | ----- |
| 1.  | Where do we begin (Wadenius, Dawn Thompson, Bill Tillman) | 4:27  |
| 2.  | Manhattan vibes (Gulgowski)                               | 7:05  |
| 3.  | Pop-poem (Gulgowski, Wadenus, Brian Patten)               | 3:38  |
| 4.  | Our man (Gulgowski, Wadenius, Körberg)                    | 5:02  |
| 5.  | We must be crucified (Gulgowski, Körberg)                 | 4:02  |
| 6.  | Lady G (Gulgowski)                                        | 4:13  |
| 7.  | Sometimes (Wadenius, Cynthia Weil)                        | 1:49  |
| 8.  | 43 sec. of arc per century (Pohjola)                      | 10:02 |